# Komitet Katyński

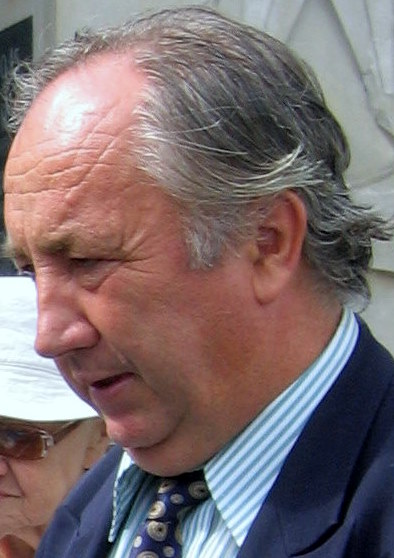
Stefan Melak (1946–2010), wieloletni przewodniczący Komitetu

Komitet Katyński – polska organizacja pozarządowa, stawiająca sobie za cel upamiętnienie ofiar zbrodni katyńskiej i pielęgnowanie pamięci o polskich ofiarach komunizmu w ZSRR.

## Historia
Powołany w 1979 w kościele św. Wacława na Pradze przez ks. Wacława Karłowicza i Stefana Melaka (który został przewodniczącym) jako Konspiracyjny Komitet Katyński. Deklaracje założycielską podpisało 19 osób.
13 kwietnia 1979 po rocznicowej manifestacji w Dolince Katyńskiej na wojskowym cmentarzu na Powązkach (gdzie od 1974 roku odbywały się co roku uroczystości religijno-patriotyczne) Służba Bezpieczeństwa zatrzymała jej uczestników.
Z inicjatywy komitetu 31 lipca 1981 w Dolince Katyńskiej wzniesiono pierwszy w Polsce pomnik ofiar zbrodni katyńskiej, wywieziony przez Służbę Bezpieczeństwa już następnej nocy. Pomnik został odzyskany w 1989 r. i ponowne postawiony w 1995 r.
Od 1984 roku komitet przyznawał symboliczny krzyżyk za służbę dla „Solidarności” i działalność na rzecz niepodległości; jako pierwszy odznaczony został ks. Jerzy Popiełuszko.
Od 1989 komitet prowadzi jawną działalność statutową pod prezesurą Stefana Melaka (prezesa do 10 kwietnia 2010 roku, gdy zginął w katastrofie polskiego Tu-154 w Smoleńsku), a następnie jego brata Andrzeja Melaka (prezesa od 24 kwietnia 2010 roku).
W 2010 roku komitet otrzymał nagrodę Kustosza Pamięci Narodowej.